# Saint-Gervais (Isère)
Saint-Gervais ist eine französische Gemeinde mit 534 Einwohnern (Stand: 1. Januar 2022) im Département Isère in der Region Auvergne-Rhône-Alpes (vor 2016 Rhône-Alpes). Sie gehört zum Arrondissement Grenoble und zum Kanton Le Sud Grésivaudan. Die Einwohner werden Saint-Gervaisiens genannt.

## Geographie
Die Gemeinde Saint-Gervais liegt im Vercors-Massiv, etwa 19 Kilometer westlich von Grenoble im Regionalen Naturpark Vercors. Dabei reicht das Gemeindegebiet von einem 300 m langen Uferstreifen an der Isère auf 178 m über dem Meer im Nordwesten bis zum Westkamm des Vercors im Osten der Gemeinde mit Höhen von über 1400 m über dem Meer. Zwischen beiden Extremen strömt der Gebirgsfluss Drevenne von Süden kommend durch ein Hochtal und biegt dann scharf nach Westen ab durch die Klamm Canyon des Écouges und über einen Wasserfall in Richtung Isère. Umgeben wird Saint-Gervais von den Nachbargemeinden La Rivière im Norden und Nordosten, Autrans im Osten, Rencurel im Süden, Rovon im Südwesten und Westen sowie L’Albenc im Nordwesten.

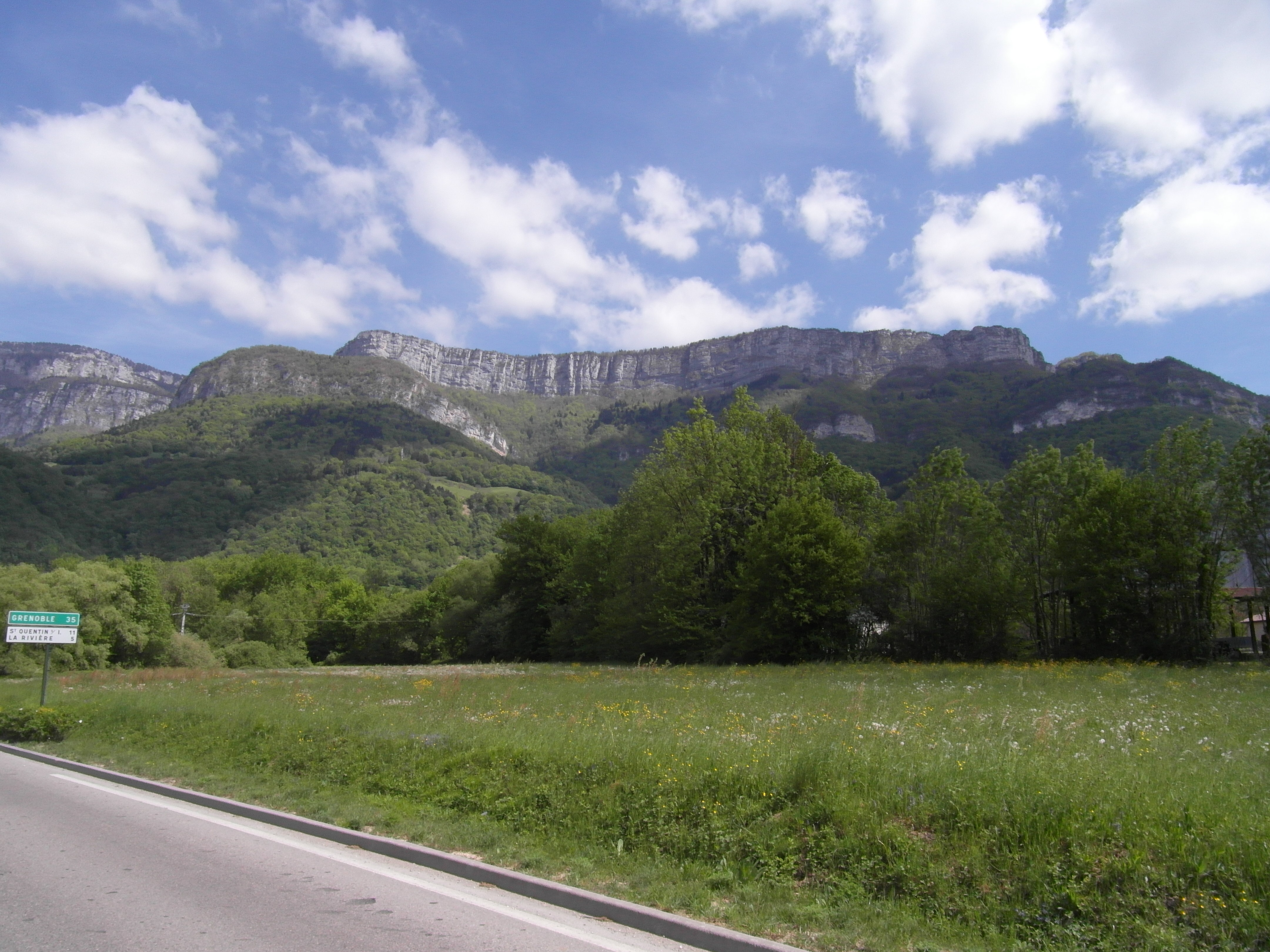
Blick von Saint-Gervais zum Vercors-Kamm
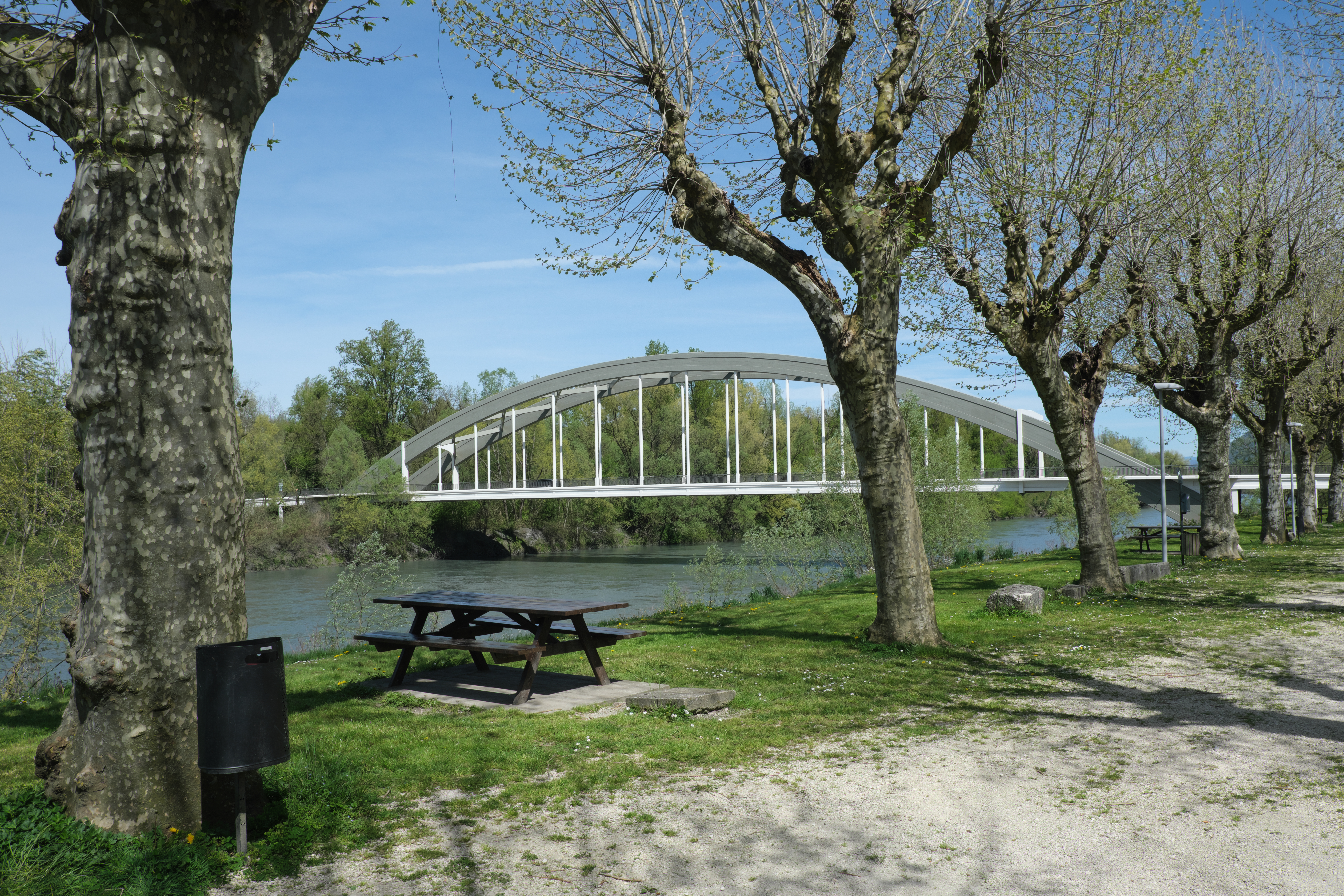
Isère-Brücke

## Bevölkerung
| Jahr                       | 1962 | 1968 | 1975 | 1982 | 1990 | 1999 | 2006 | 2013 | 2021 |
| -------------------------- | ---- | ---- | ---- | ---- | ---- | ---- | ---- | ---- | ---- |
| Einwohner                  | 366  | 298  | 256  | 288  | 295  | 377  | 512  | 553  | 530  |
| Quellen: Cassini und INSEE |      |      |      |      |      |      |      |      |      |

## Sehenswürdigkeiten
- Kirche Saint-Gervais et Saint-Protais
- Reste der Burg Armieu aus dem 12. Jahrhundert
- historische Kanonengießerei aus dem 18./19. Jahrhundert, seit 1986 Monument historique

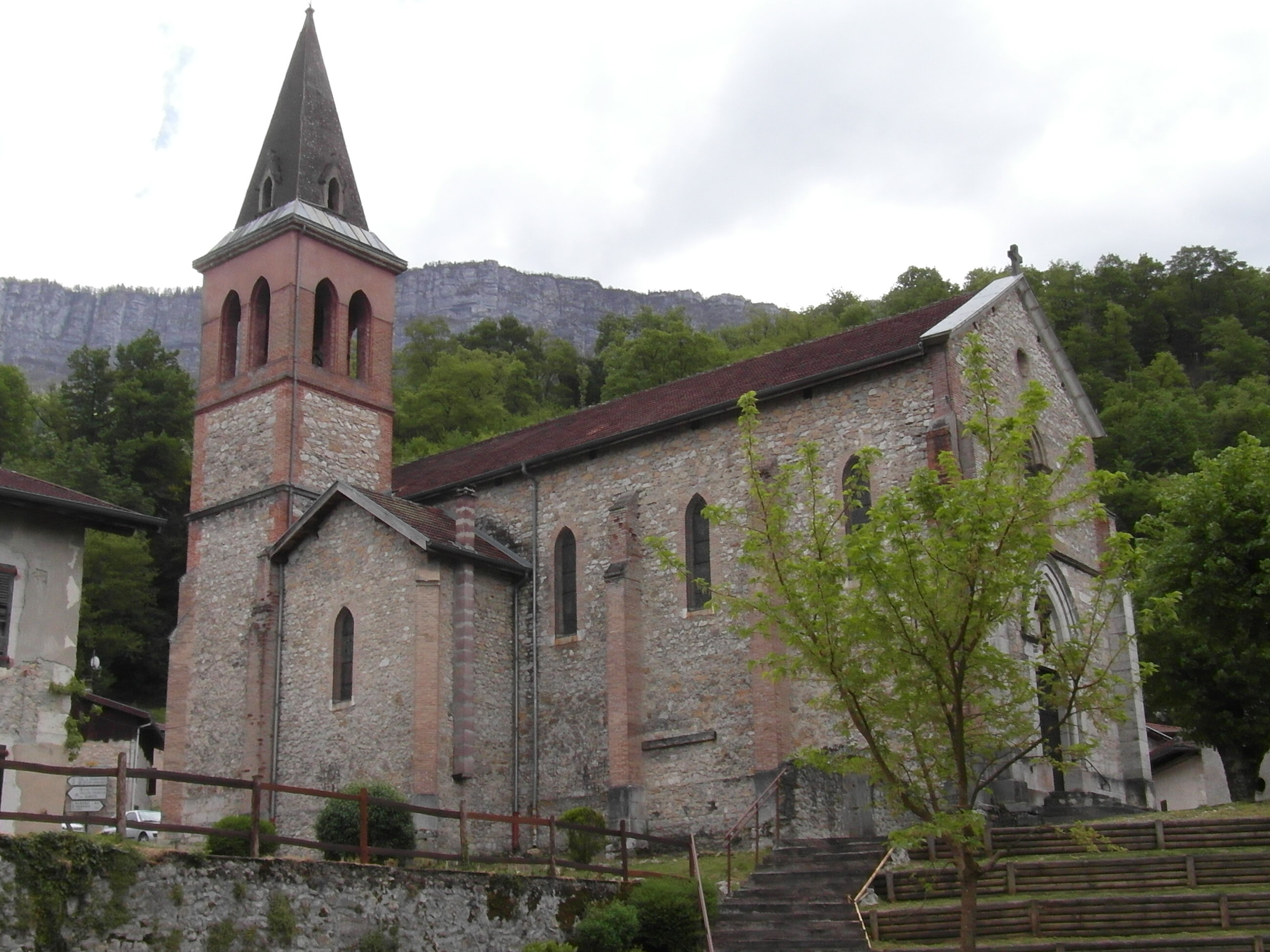
Kirche Saint-Gervais et Saint-Protais
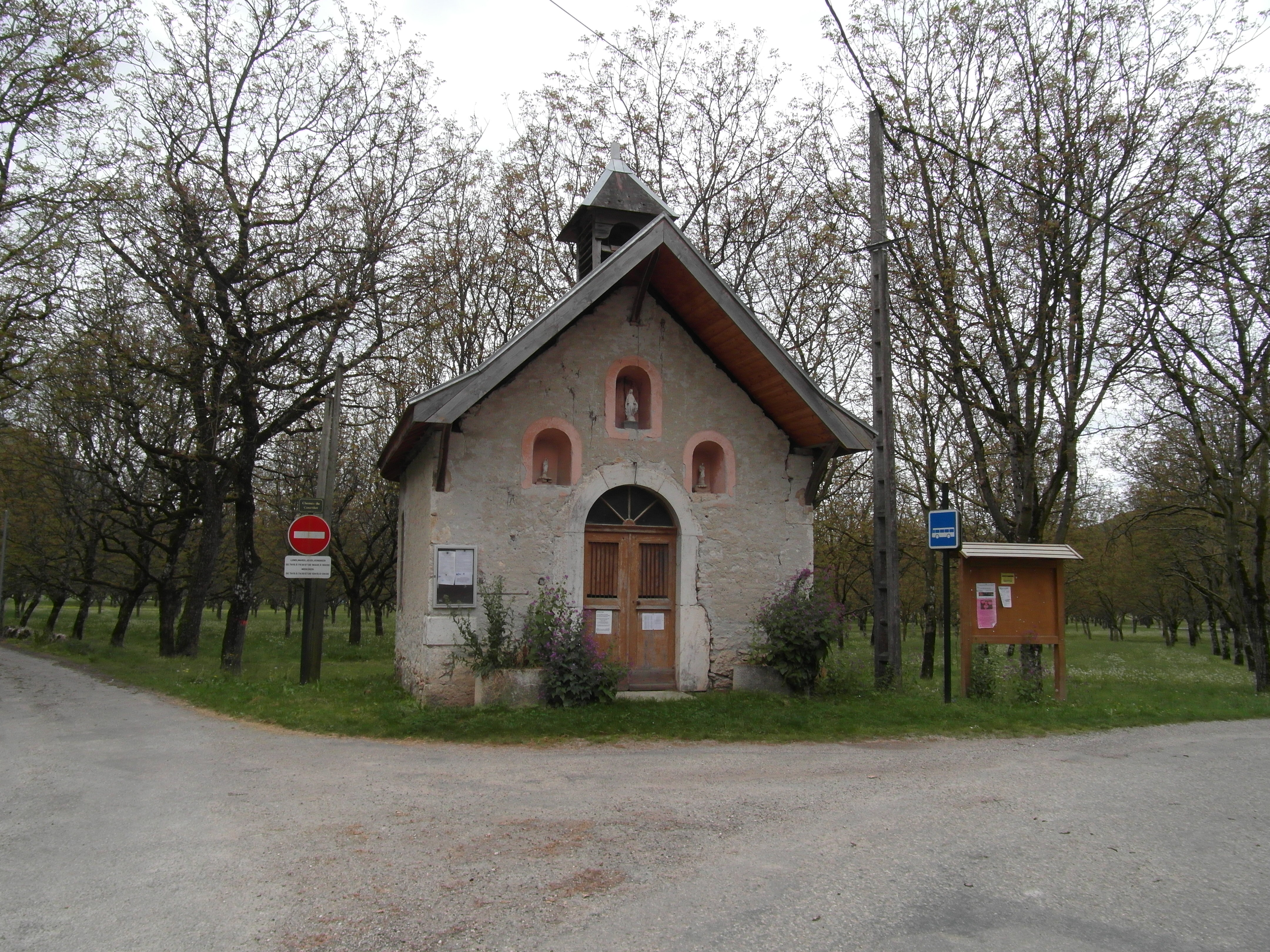
Namenlose Kapelle in Saint-Gervais
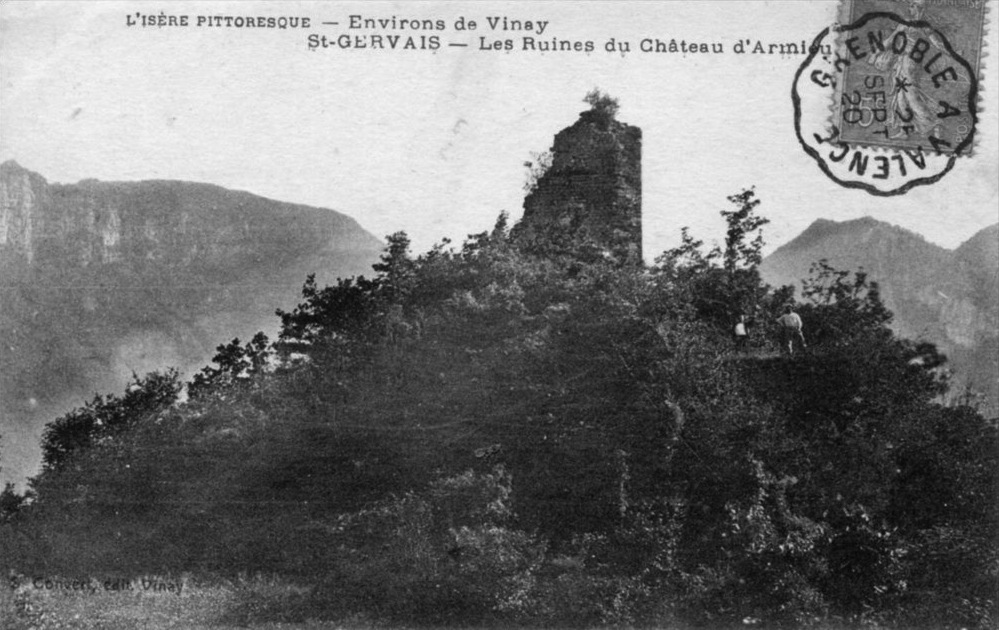
Ruinen der Burg Armieu (Foto aus den 1910er Jahren)
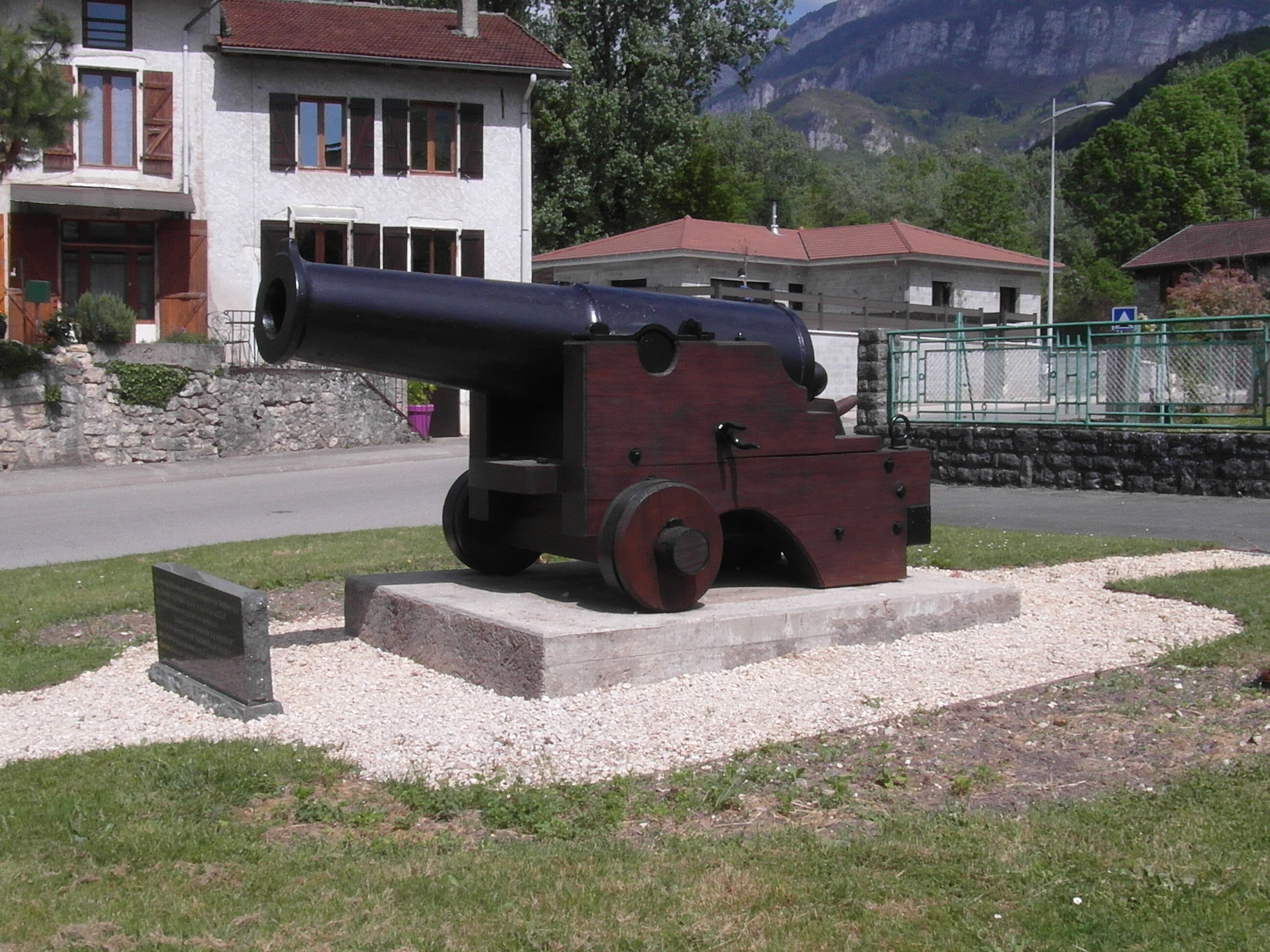
Alte Kanone vor der Brücke über die Isère

## Persönlichkeiten
- Maurice Garrel (1923–2011), Schauspieler
- Martine Ivangine (* 1947), Eisschnellläuferin